# Lonchaea caledonica
Lonchaea caledonica är en tvåvingeart som beskrevs av Macgowan och Rotherary 2000. Lonchaea caledonica ingår i släktet Lonchaea och familjen stjärtflugor. Arten är reproducerande i Sverige. Inga underarter finns listade i Catalogue of Life.